# Ojdula
Ojdula (veraltet Oșdula, Oșdolea; ungarisch Ozsdola) ist eine Gemeinde im Kreis Covasna in der Region Siebenbürgen in Rumänien.

## Geographische Lage

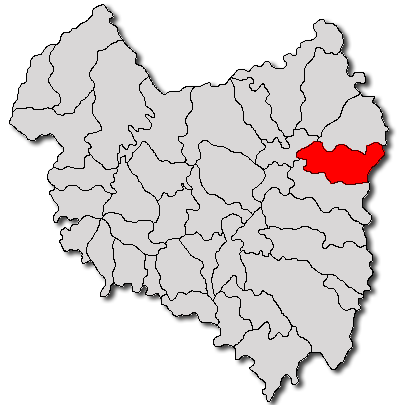
Lage der Gemeinde Ojdula im Kreis Covasna

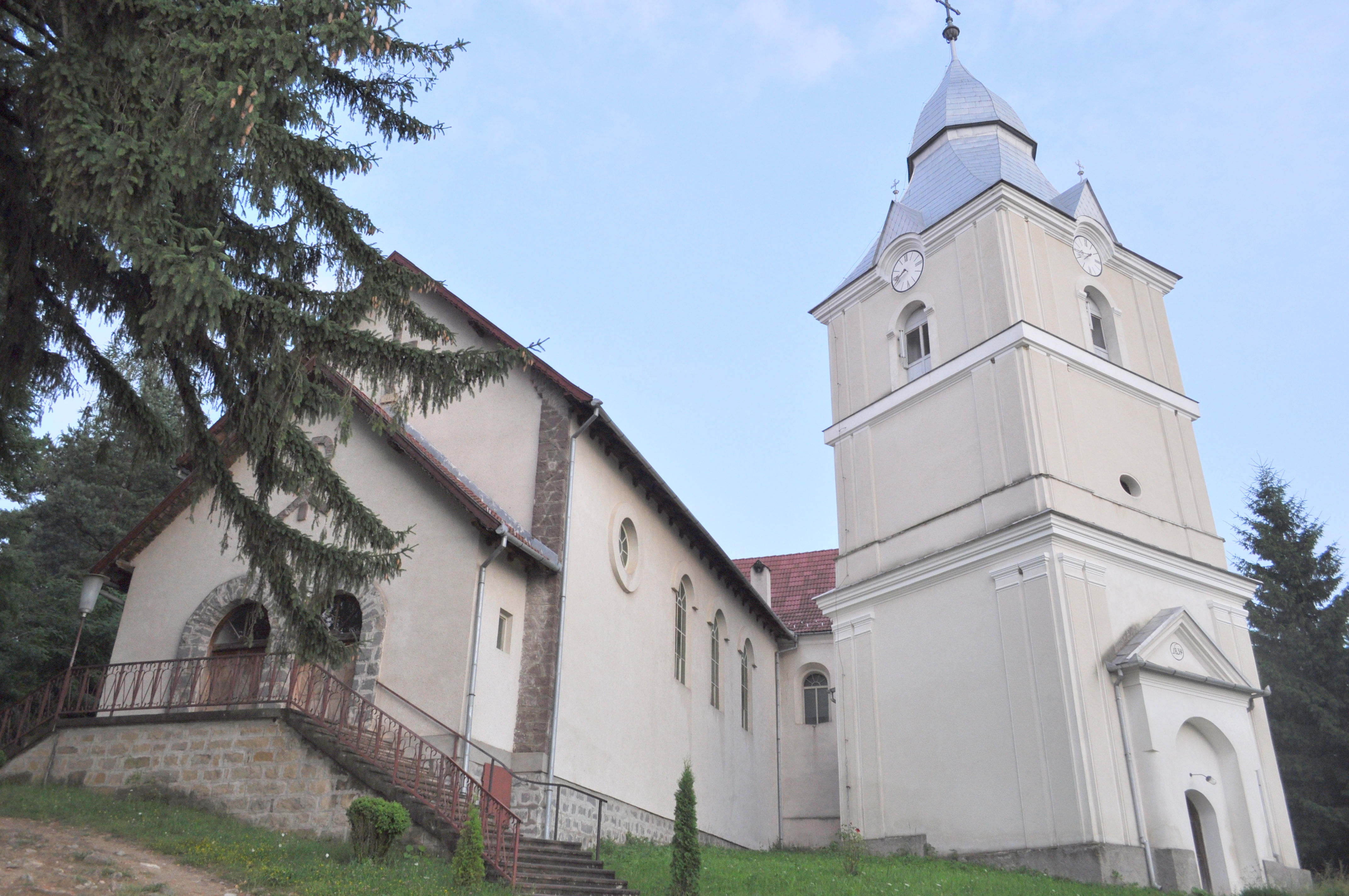
Römisch-katholische Kirche in Ojdula

Die Gemeinde Ojdula liegt nördlich der Kronstädter Senke (Depresiunea Brașovului) in den Ostausläufern des Vrancea-Gebirge (Munții Vrancei), ein Teilgebirge der Ostkarpaten, im sogenannten Szeklerland im Norden des Kreises Covasna. Der Ort Ojdula befindet sich am gleichnamigen Bach, und dem Bach Opălnău, zwei linke Nebenflüsse des Râul Negru und am Drum național 2D, zehn Kilometer östlich von der Kleinstadt Târgu Secuiesc (Szekler Neumarkt) und etwa 45 Kilometer nordöstlich von der Kreishauptstadt Sfântu Gheorghe (Sankt Georgen) entfernt.

## Geschichte

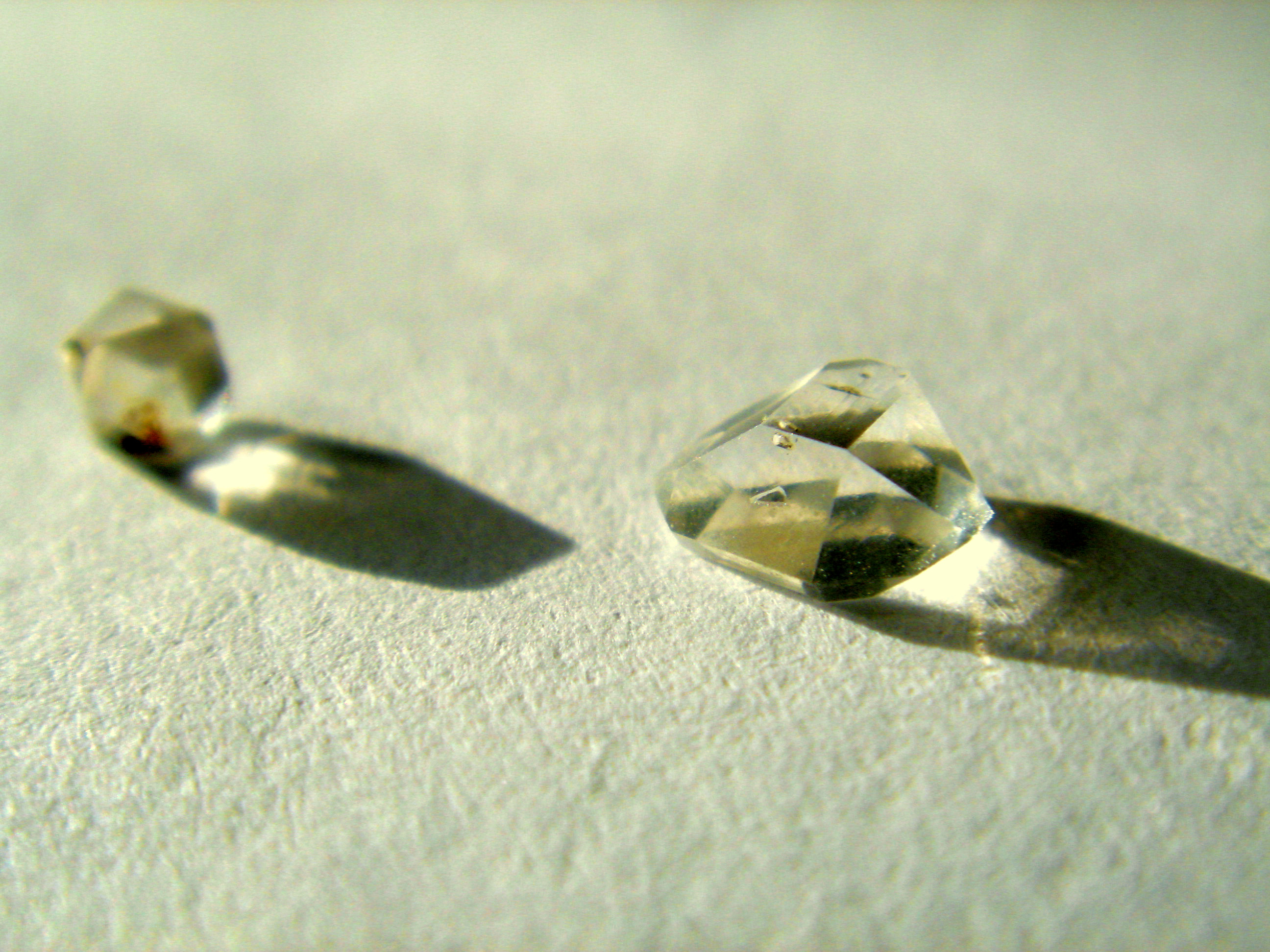
Unechte Diamanten in Ojdula

Der mehrheitlich von Szeklern bewohnte Ort Ojdula wurde erstmals 1332 urkundlich erwähnt.
Außer einem Teil eines Beils aus Amphibolit auf dem Gebiet des eingemeindeten Dorfes Hilib (Hilibsdorf), welches der Jungsteinzeit zugeordnet wird, sind auf dem Areal der Gemeinde Ojdula keine nennenswerte archäologische Funde vermerkt.
Am Anfang der Neuzeit war Ojdula eine etwas besser besiedelter Ort im Vergleich zu anderen Ortschaften der Region.  1567 wurden auf dem Gebiet des Gemeindezentrums 40 Anwesen vermerkt, wobei in einem Anwesen mehrere verwandte Familien lebten.
Nach Angaben von 1813 wurden auf dem Gebiet des Gemeindezentrums schöne Kristalle gefunden, welche man zu Recht als unechte Diamanten nennen könnte.
Zur Zeit des Königreichs Ungarn gehörte Ojdula der Stuhlbezirk Kézdi in der Gespanschaft Háromszék (rumänisch Comitatul Trei-Scaune), anschließend dem historischen Kreis Trei-Scaune (deutsch Drei Stühle) und ab 1950 dem heutigen Kreis Covasna an.

## Bevölkerung
Die Bevölkerung der Gemeinde Ojdula entwickelte sich wie folgt:
| 1850 | 2.552 | 125 | 2.394 | 1 | 32             |
| 1930 | 3.381 | 318 | 2.974 | - | 89             |
| 1992 | 3.579 | 180 | 3.330 | 2 | 67             |
| 2011 | 3.519 | 163 | 2.498 | - | 858            |
| 2021 | 3.482 | 146 | 2.919 | 2 | 415 (314 Roma) |

Seit 1850 wurde auf dem Gebiet der heutigen Gemeinde die höchste Einwohnerzahl und die der Magyaren 1992 ermittelt. Die höchste Anzahl der Rumänen (318) wurde 1930, die der Roma (811) 2011 und die der Rumäniendeutschen (je zwei) wurde 1966 und 1992 registriert.

## Sehenswürdigkeiten
- Im Gemeindezentrum die römisch-katholische Kirche Sf. Maria Magdalena, wurde 1818 errichtet.[7]
- Laut dem Verzeichnis historischer Denkmäler des Ministeriums für Kultur und nationales Erbe (Ministerul Culturii și Patrimoniului Național) befindet sich auf dem Gebiet des Ortes Ojdula eine Mühle aus dem 19. Jahrhundert unter Denkmalschutz.[8]
- Die Gemeinde Ojdula ist auch Ausgangspunkt zum Gipfeln Mușat (1501 m; ⊙) im Vrancea-Gebirge an der Grenze zum Kreis Bacău.[9]

## Persönlichkeiten
- István Angi (* 16. Oktober 1933), ist ein Kritiker und Publizist.[10]